# Shuangcheng
Shuangcheng is een stad in de provincie Heilongjiang van China. Shuangcheng ligt in de prefectuur Weifang. De stad heeft 172.936 inwoners (1999). Shuangcheng is ook een arrondissement. 